# Battaglia di Fort Beauséjour
La battaglia di Fort Beauséjour fu combattuta sull'istmo di Chignecto e segnò la fine della guerra di padre Le Loutre e l'inizio di un'offensiva britannica in Acadia/Nuova Scozia nel corso della guerra franco-indiana, che portò alla fine dell'impero francese in America del Nord. La battaglia ridisegnò gli insediamenti nella regione atlantica e pose le basi dell'attuale provincia di Nuovo Brunswick.
Dal 3 giugno 1755 un esercito britannico guidato dal tenente colonnello Robert Monckton si accampò nei pressi di Fort Lawrence, ed assediò la piccola guarnigione francese di Fort Beauséjour nel tentativo di guadagnare il controllo sull'istmo di Chignecto. Il controllo dell'istmo era cruciale per i francesi essendo l'unica via d'accesso tra Quebec e Louisbourg nei mesi invernali. Dopo due settimane di assedio, Louis Du Pont Duchambon de Vergor, comandante del forte, si arrese il 16 giugno.

## Contesto storico
Le tensioni tra inglesi e francesi riguardo al territorio dell'Acadia risalgono al XVII secolo, quando la Francia creò questa colonia accanto ai puritani della Nuova Inghilterra. Uno dei principali motivi di tensione era la giurisdizione, soprattutto dopo la conquista dell'Acadia (1710). L'istmo di Chignecto era reclamato sia dai francesi sia dai britannici mentre l'odierna Nuova Scozia era reclamata dagli inglesi. Il confine tra i due era il fiume Missaguash. Gli acadiani si insediarono su entrambi i lati del fiume. La pretesa britannica su Nuovo Brunswick e Maine settentrionale era in conflitto con la presenza francese e gli insediamenti acadiani nella zona. Nonostante questo Luigi XV di Francia invitò gli acadiani a migrare ad ovest del Missaguash, verso Fort Beauséjour.
Negli anni 1750 gli abitanti della Nuova Inghilterra subirono siccità, depressione, aumento delle tasse e violenza, cose manipolate da Puritani e Protestanti per ottenere sostegno ad un attacco ai cattolici francesi. Inoltre le strette relazioni tra francesi e Mi'kmaq nella zona faceva infuriare i britannici. Gli acadiani spesso sposavano donne Mi'kmaq, portando ad una fusione delle popolazioni. Gli inglesi erano risentiti soprattutto con gli acadiani per il fatto che questi avessero la terra migliore e per il sostegno che ottenevano dai Mi'kmaq, che impediva la fondazione di una colonia protestante. Uno dei principali problemi dei coloni della Nuova Inghilterra erano le strette relazioni tra acadiani, francesi e Mi'kmaq.
L'abate Le Loutre, sacerdote di Fort Beauséjour, creò un'ulteriore motivo di tensione essendo il portavoce del governo francese, e quindi anche alleato dei Mi'kmaq. Le Loutre era leale alla Francia e garantiva l'alleanza con gli acadiani, minacciando gli acadiani in caso avessero invaso il territorio inglese. Posti di fronte alla scomunica religiosa e militare, gli acadiani rinunciarono a qualsiasi sostegno inglese. Le Loutre incoraggiò anche i Mi'kmaq a continuare a combattere i britannici come stavano facendo fin dalla guerra di Re Guglielmo (1689). I britannici misero una taglia su Le Loutre.
Il tenente colonnello Lawrence ed il Consiglio della Nuova Scozia, con molti governatori precedenti, avevano notato che in molte occasioni gli acadiani non si dimostravano neutrali. Lawrence aveva le prove che almeno alcuni acadiani si erano schierati con i francesi, e sperava di obbligarli tutti a giurare fedeltà all'Inghilterra. Gli inglesi della Nuova Inghilterra consideravano gli acadiani traditori della Gran Bretagna e "bigotti francesi", e speravano di mandarli a Filadelfia. Lawrence aveva poco rispetto per lo stile di vita unico degli acadiani e per la loro dichiarazione di neutralità. Per questo alcuni storici hanno ipotizzato che Lawrence avesse la volontà di ripulire le ricche terre per i coloni inglesi. Altri hanno notato che la deportazione fu basata principalmente su ragioni militari al fine di rimuovere ogni minaccia dovuta all'alleanza tra acadiani e Mi'kmaq ed al sostegno acadiano a Louisbourg.
Nel 1753 le truppe francesi del Canada marciarono a sud conquistando e fortificando la valle dell'Ohio. Gli inglesi protestarono per l'invasione e reclamarono la proprietà dell'Ohio. Il 28 maggio 1754 scoppiò la guerra franco-indiana con la battaglia di Jumonville Glen. L'ufficiale francese Ensign de Jumonville ed un terzo della sua scorta furono uccisi da una pattuglia britannica guidata da George Washington. Per rappresaglia francesi ed indiani sconfissero i britannici a Fort Necessity. Washington perse un terzo dei suoi uomini e si arrese. Il maggior generale Edward Braddock fu sconfitto nella battaglia del Monongahela, mentre William Johnson fermò l'avanzata francese a lago George.
In Acadia l'obiettivo principale britannico era quello di sconfiggere le fortificazioni francesi a Beausejour e Louisbourg. I britannici consideravano una minaccia l'alleanza tra acadiani, francesi e la confederazione Wabanaki. La guerra di padre Le Loutre aveva creato le condizioni per la guerra totale. I civili britannici non furono risparmiati e, quando il governatore Charles Lawrence ed il consiglio della Nuova Scozia se ne accorsero, videro che i civili Acadiani avevano fornito intelligence, basi e sostegno logistico mentre gli altri combattevano l'Inghilterra.
Oltre a tutto questo i britannici era arrabbiati con i francesi e con l'invasione dei nativi. In risposta alle razzie indiane sostenute dai francesi alcuni coloni britannici abbandonarono i propri insediamenti. Dopo la fortificazione di Chignecto il governatore del Massachusetts, William Shirley, decise di conquistare Fort Beausejour. L'intelligence di Shirley coltivò l'idea che il solo modo di salvare il Massachusetts era quello di attaccare Beauséjour.

## Fort Beauséjour: costruzione e spionaggio
Nel 1750 il governatore della Nuova Francia Jacques-Pierre de la Jonquière venne a sapere che gli inglesi stavano costruendo una fortezza nella regione dell'Acadia. Questa fortezza in seguito divenne Fort Lawrence. In risposta i francesi decisero di costruire Fort Beauséjour. La costruzione della fortezza iniziò nel 1751 ed i progetti furono redatti da un ingegnere militare chiamato Jacau de Fiedmont, che divenne tenente nel 1752. Fiedmont era responsabile della costruzione del fortino e della sua difesa. La fortezza avrebbe dovuto resistere anche ai bombardamenti, ma Fort Beauséjour non fu completata nel 1755 per molti motivi. Per prima cosa l'abate Le Loutre decise di spostare la manodopera ad un progetto di irrigazione. Inoltre Louis du Chambon de Vergor, comandante militare di Fort Beauséjour nel 1754, era più interessato a tenere i soldi per sé piuttosto che spenderli per rafforzare le difese. Il diario di Fiedmont, The Siege of Beauséjour in 1755: A Journal of the Attack on Beauséjour, enfatizzò il fatto che, se la costruzione fosse stata completata prima dell'inizio dell'assedio, il fortino avrebbe avuto una maggiore resistenza al bombardamento, il che avrebbe sollevato il morale dei difensori francesi ed acadiani. Fiedmont continuò ad insistere sui lavori alle difese a causa della debolezza del fortino, ma non fu assecondato.
Un altro personaggio importante per Fort Beauséjour in quel periodo fu Thomas Pichon che, dopo aver studiato medicina in Francia, divenne il segretario del comandante di Fort Beauséjour. Quando Fort Beauséjour fu colpito da un'epidemia di avvelenamento da cibo, Pichon andò a Fort Lawrence per discutere i suoi appunti medici con il chirurgo inglese. La conclusione fu che un'erba velenosa era stata usata in cucina, invece del prezzemolo che i francesi credevano di utilizzare. Da questo momento Pichon strinse buoni rapporti con gli inglesi di Fort Lawrence, facendo regolarmente visita alla fortezza sentendo che gli uomini non riconoscevano il suo valore a Fort Beauséjour. Pichon non credeva né nel comandante Vergor né nell'abate Le Loutre che, anche se gerarchicamente stava sotto Vergor, era in realtà colui che prendeva le decisioni. Alla fine Pichon incontrò il comandante di Fort Lawrence, il capitano George Scott, e fu assunto da questi come spia. Pichon disse di voler diventare una spia perché credeva che la Gran Bretagna fosse una nazione superiore alla Francia. Nell'anno che precedette l'assedio di Beauséjour Pichon diede ai britannici informazioni militari cruciali quali mappe e piani di battaglia. Dopo i fatti del 1755 Thomas Pichon iniziò la propria nuova vita come Thomas Tyrell, suddito di Giorgio II. In seguito Pichon si pentì del tradimento fatto nei confronti dei francesi.

## L'assedio
Il reclutamento per un attacco a Beauséjour fu fatto dal colonnello Shirley del Massachusetts. Riuscì a reclutare 2000 uomini che sarebbero stati guidati dal colonnello Winslow, dal tenente colonnello George Scott e da Robert Monkton. La spedizione partì da Boston il 22 maggio e giunse a Fort Lawrence il 2 giugno, dove altri 400 uomini si unirono al gruppo. La spedizione inglese partì verso Fort Beauséjour il 4 giugno. Nel frattempo Vergor venne a sapere dell'imminente attacco ed iniziò a porre in essere misure difensive. Per prima cosa emise una chiamata alle armi alla popolazione acadiana, la quale rispose malvolentieri. Gli acadiani chiesero al governatore di proteggerli dall'esecuzione per tradimento nei confronti dei britannici. Fort Beauséjour disponeva di un massimo di 1000 uomini per la difesa. Contemporaneamente Vergor scrisse lettere a Québec, Louisbourg ed agli insediamenti lungo il fiume St. John e sull'isola di St. John chiedendo aiuto. Scrisse anche a Fort Gaspereau, quello situato più vicino a Fort Beauséjour. Anche se Vergor era tecnicamente a capo del fortino, era Jacau de Fiedmont a coordinare i piani difensivi ed i preparativi per l'attacco. Era ben consapevole del fatto che il solo modo per Beauséjour di resistere ad un assedio era quello di rafforzare le difese. Insistette quindi per fare completare i lavori prima dell'arrivo degli inglesi. Tra le cose da fare c'era la distruzione di strade e ponti.

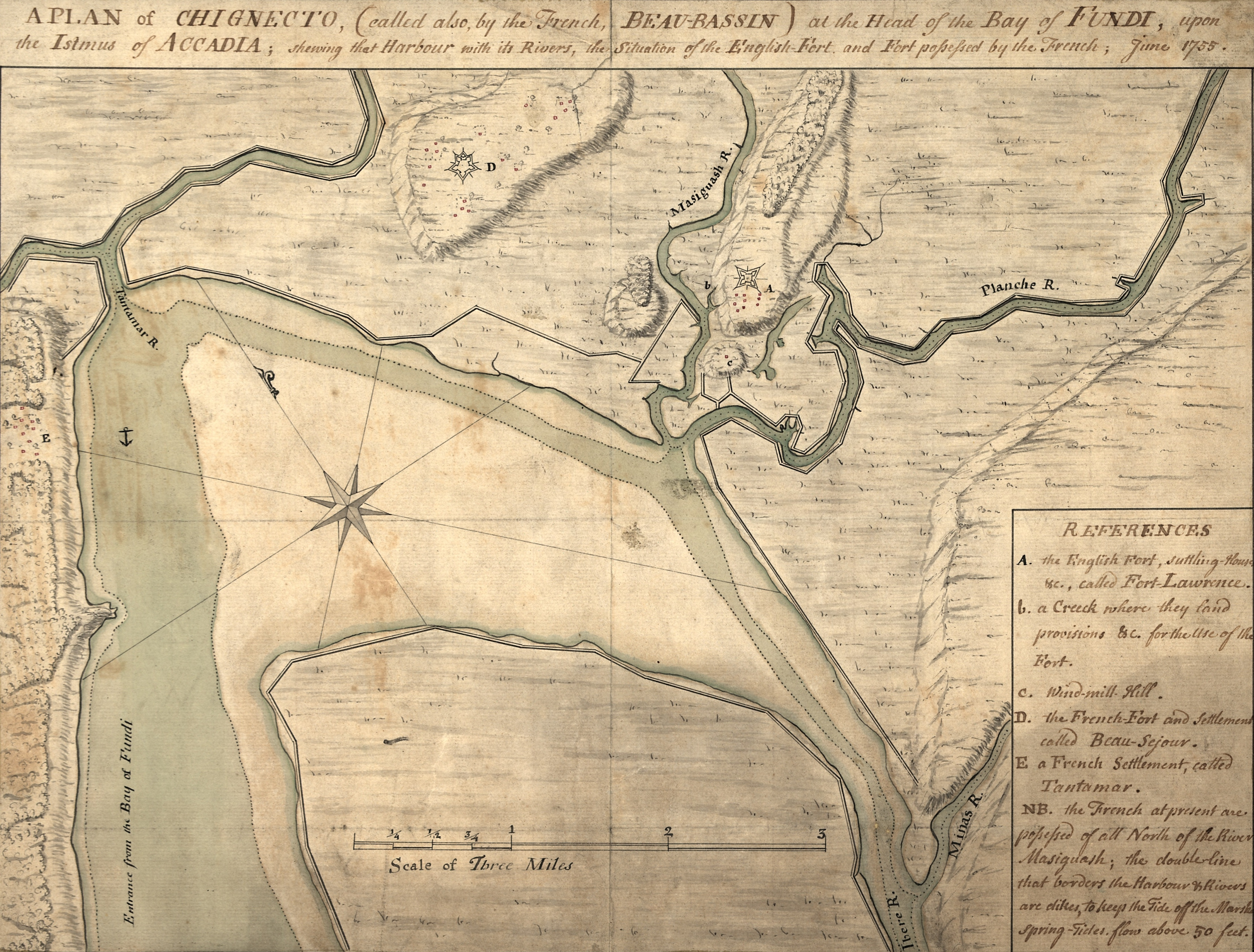
Mappa di Chignecto (1755)

Il primo scontro tra coloni e soldati francesi di Fort Beauséjour e gli inglesi ebbe luogo il 4 giugno presso il fiume Missaguash. In tutto 400 francesi, acadiani ed indiani affrontarono i britannici in formazione da battaglia. Fu chiaro dall'inizio che gli acadiani non erano buoni combattenti e che mancavano di spirito combattivo e motivazione, il che fece capire agli inglesi la debolezza di Fort Beauséjour. Dopo lo scontro si disse che gli inglesi avevano subito otto caduti, ma fu probabilmente un modo per sollevare il morale degli acadiani. Gli inglesi iniziarono a ricostruire il ponte sul Missaguash che Vergor aveva fatto distruggere, e nonostante il fuoco nemico non subirono perdite.
La notte del 4 giugno Vergor continuò a preparare i meccanismi di difesa, stavolta incendiando tutti gli edifici circostanti, i negozi e le case. Ovviamente questo non servì a sollevare il morale degli acadiani, trattandosi delle loro case. Vergor, l'abate le Loutre e Fiedmont non facevano nulla per confortare gli acadiani ed i soldati. Vergor sottolineò l'importanza dei rinforzi in arrivo da Louisbourg. Fiedmont fece presente il problema del basso morale, dato che gli servivano in forma per lavorare alle strutture difensive. I pochi uomini disposti a lavorare non erano abbastanza.

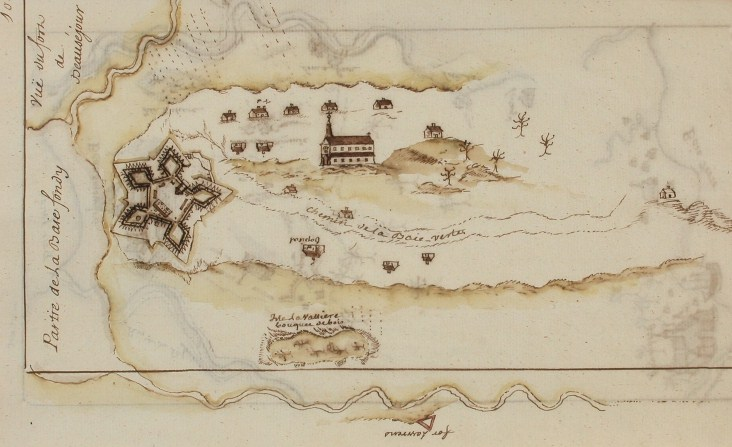
Fort Beausejour e la chiesa cattolica di San Luigi (circa 1755)

Il 7 ed 8 giugno gli alleati nativi dei francesi catturarono un ufficiale inglese di nome Hay, e lo portarono a Fort Beauséjour come prigioniero, assieme ad un disertore inglese. L'ufficiale inglese disse subito che i britannici erano molto forti ed avevano un'artiglieria pesante. Il 9 giugno la pioggia intensa diede agli acadiani un'altra buona scusa per non lavorare, mentre gli inglesi continuavano la costruzione delle trincee e la preparazione dell'assedio. L'11 giugno Fiedmont cercò nuovamente di convincere senza successo gli acadiani a terminare la costruzione delle difese. Il 12 giugno un ufficiale di nome Vannes partì con 180 uomini all'attacco del tenente colonnello Scott, ma quando tornò a notte fonda non aveva sparato neanche un colpo. Gli inglesi iniziarono a bombardare Beauséjour il 13 giugno, con un'artiglieria più potente di quella francese. Gli uomini posti a difesa di Fort Beauséjour persero il poco morale rimasto, e molti acadiani disertarono.
Il 14 giugno Vergor ricevette la notizia che Louisbourg era stata assediata dagli inglesi, e che quindi non poteva mandare aiuto. Vergor decise di tenere segreta questa notizia. Il suo valletto, col quale la moglie di Vergor aveva una storia, origliò una conversazione e diffuse la notizia. Il giorno dopo tutti gli acadiani ed i soldati avevano perso ogni speranza ed iniziarono a chiedere la resa. Ottanta soldati disertarono, e ben presto la fuga di uomini divenne un problema.

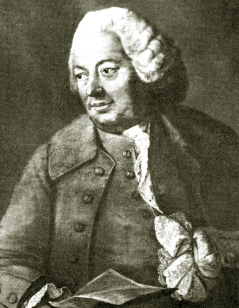
Thomas Pichon, spia britannica che stilò i piani di attacco usati da Monckton

Molti degli acadiani che non avevano partecipato al combattimento si preoccuparono per il rischio di venire catturati e condannati a morte dagli inglesi. Beauséjour continuò ad essere bombardato fino al 16 giugno, quando un proiettile colpi la mensa degli ufficiali uccidendo alcuni ufficiali francesi ed Hay, il prigioniero inglese che fu l'unico britannico a perdere la vita nell'assedio. Fu issata la bandiera bianca, e la resa fu firmata il 16 giugno 1755. La dichiarazione di resa comprendeva clausole che avrebbero protetto gli acadiani, diceva cosa gli inglesi potevano portare via da Beauséjour, e costringeva i francesi a non impugnare le armi in America per i successivi sei mesi.
Fort Beauséjour divenne inglese alle 19:30 del 16 giugno. Gli inglesi offrirono a Fort Gaspereau le stesse condizioni, immediatamente accettate e firmate. Subito dopo la battaglia di Fort Beauséjour (1755) Robert Monckton inviò un distaccamento comandato da John Rous a prendere possesso di Fort Menagoueche. De Boishebert sapeva di trovarsi di fronte una forza superiore, per cui incendiò la fortezza e si ritirò risalendo il fiume ed intraprendendo una guerriglia. La distruzione di Fort Menagoueche fece in modo che Louisbourg fosse l'ultima fortezza francese in Acadia. Boishebert attaccò la prima volta nella battaglia di Petitcodiac.

## Conseguenze
La conquista di Fort Beauséjour fu un fattore decisivo nelle relazioni tra impero britannico e acadiani della Nuova Scozia. Per decenni i britannici avevano cercato di farsi giurare fedeltà dagli acadiani, i quali sostenevano che le "convenzioni del 1730" ne assicuravano la neutralità in ogni conflitto anglo-francese. Tale rifiuto, assieme ai continui tentativi francesi di incitare una ribellione, preoccupava gli ufficiali britannici, soprattutto il governatore Charles Lawrence, per un possibile attacco.
La battaglia di Fort Beauséjour segnò il destino militare e politico degli acadiani. Con la conquista della fortezza i cattolici francesi persero la rotta verso l'entroterra. Avendo anche concesso le proprie armi a Lawrence, i coloni furono lasciati alla mercé dei britannici. Nel frattempo gli inglesi avevano scoperto che molti acadiani avevano partecipato alla difesa di Beauséjour. Lawrence aveva abbastanza prove del fatto che gli acadiani fossero tutt'altro che neutrali ed il Consiglio decise risolvere il problema una volta per tutte. Il 31 luglio 1755 ordinò la rimozione forzata degli acadiani dalla colonia.
Gli storici hanno dibattuto sui possibili piani britannici prima della presa di Beauséjour. Rifiutandosi di giurare fedeltà, gli acadiani avevano evitato per molto tempo di venire assimilati. Le lettere di Lawrence rivelano una marcata ostilità verso gli acadiani nel 1754, periodo in cui stava pianificando con il governatore del Massachusetts William Shirley di inviare battaglioni in Nuova Scozia. Come con molti governatori precedenti, Lawrence e Shirley avevano spesso discusso la possibilità di dislocare gli acadiani ma, prima del 1755, mancavano i mezzi. Se non fosse stato per l'umiliante sconfitta del generale Edward Braddock quello stesso anno, Lawrence avrebbe potuto estendere il controllo britannico ben oltre l'Acadia, eliminando la necessità di una deportazione di massa.
Fort Beauséjour fu rinominato in Fort Cumberland dai britannici. Divenne in poco tempo uno snodo cruciale per l'espulsione degli acadiani, ma vide poca attività militare nel resto della guerra dei sette anni. La fortezza subì in seguito un nuovo assedio nel 1776, nella cosiddetta battaglia di Fort Cumberland, nel corso della guerra d'indipendenza americana.